# Countrywide Classic 1995
Il Countrywide Classic 1995 è stato un torneo di tennis giocato sul cemento.
È stata la 69ª edizione del Countrywide Classic, che fa parte della categoria World Series nell'ambito dell'ATP Tour 1995.
Si è giocato al Tennis Center di Los Angeles in California dal 31 luglio al 7 agosto 1995.

## Campioni

### Singolare
Michael Stich ha battuto in finale  Thomas Enqvist con il punteggio di 6(7)–7, 7–6(4), 6–2

### Doppio
Brent Haygarth /  Kent Kinnear hanno battuto in finale  Scott Davis /  Goran Ivanišević con il punteggio di 6–4, 7–6